# 中央大学学友会文化連盟音楽研究会吹奏楽部
中央大学学友会文化連盟音楽研究会吹奏楽部（ちゅうおうだいがくがくゆうかいぶんかれんめいおんがくけんきゅうかいすいそうがくぶ、Chuo University Symphonic Band）は、日本のアマチュア吹奏楽団。中央大学に属する吹奏楽団である。公式略称は「中大ブラス」。2022年時点で全日本吹奏楽コンクールに通算31回出場している（1位1回、2位5回、3位4回、金賞14回、銀賞4回、銅賞1回）。

## 歴史
- 1942年 中央大学軽音楽団を母体として音楽研究会傘下にブラスバンド設立
- 1943年 戦況悪化により解散式を挙行
- 1946年 中央大学音楽研究会再建
- 1951年 音楽研究会吹奏楽部として再建
- 1952年 当部傘下に音楽研究会スウィング部発足
- 1955年 関東吹奏楽連盟に加盟。国内演奏旅行開始。
- 1956年 吹奏楽コンクールが再開し、初出場。関東吹奏楽コンクール第三位
- 1957年 全日本吹奏楽コンクール初出場
- 1958年 総合練習場落成。東京都吹奏楽連盟結成（大学唯一の加盟校）。第一回定期演奏会を開催（於・山野ホール）
- 1959年 第一回音楽研究会ジョイントコンサートを開催（於・神田共立講堂）
- 1961年 全日本吹奏楽コンクールで初優勝
- 1964年 東京オリンピックにて祝賀演奏
- 1968年 第一回中央大学・関西大学交歓合同演奏会を開催（- 1977年）
- 1969年 音楽研究会スウィング部が正式に分離独立
- 1978年 中央大学の多摩移転に伴い、音楽研究会も移転
- 1984年 初の海外演奏旅行実施
- 1998年 長野パラリンピック聖火採火式典に参加
- 2013年 第一回サマーコンサートを開催（於・オリンパスホール八王子）
- 2017年 創部75周年

## 全日本吹奏楽コンクールの成績

### 1956年 - 1969年（金銀銅制度移行前）
| 年度 | 回 | 指揮者     | 課題曲                                             | 自由曲                                            | 賞            |
| ---- | -- | ---------- | -------------------------------------------------- | ------------------------------------------------- | ------------- |
| 1956 | 4  | 本間昭男   | 行進曲「大空」 須摩洋遡                            | 愛のバラ ブレーガー                               | 関東大会：3位 |
| 1957 | 5  | 井上弘平   | 行進曲「マンハッタンビーチ」 J.スーザ              | 歌劇「タンホイザー」より行進曲 R.ワーグナー       | 全国大会：3位 |
| 1958 | 6  | 坂本直隆   | 行進曲「剛穀潔白」 C. タイケ                       | 交響詩「フィンランディア」 J.シベリウス           | 全国大会：2位 |
| 1959 | 7  | 川村泉     | 行進曲「グロリアスユース」 ウィスラー              | 交響詩「フィンランディア」 J.シベリウス           | 全国大会：2位 |
| 1960 | 8  | 大森久雄   | 行進曲「スカイウェイ」 P.ヨーダー                  | スラブ行進曲 P.チャイコフスキー                   | 全国大会：2位 |
| 1961 | 9  | 高橋民雄   | 行進曲「ジュビリ－」 E.ゴールドマン                | 「朝鮮の主題による組曲第8番」より ウラジミロフ    | 全国大会：1位 |
| 1962 | 10 | 間宮敏雄   | マーチ 鬨の声 須摩洋遡                             | トッカータとフーガニ短調 J.S.バッハ               | 全国大会：2位 |
| 1963 | 11 | 永島照生   | 行進曲「希望」 川崎優                              | バンドのためのディベルティメント V.パーシケッティ | 全国大会：2位 |
| 1964 | 12 | 吉田明夫   | バンドのための楽章「若人の歌」 兼田敏              | グラツァ リラッチーニ                             | 全国大会：3位 |
| 1965 | 13 | 内堀勝     | シンフォニック・プレリュード A.リード              | 吹奏楽のための幻想曲 V.ジャンニーニ               | 全国大会：3位 |
| 1966 | 14 | 浅見洋     | 吹奏楽のための小狂詩曲 大栗裕                      | トッカータ・マルチアーレ V.ウィリアムズ           | 都大会：3位   |
| 1967 | 15 | 大河原三雄 | 吹奏楽のためのディベルティメント 兼田敏            | 序曲 変ロ調 C.ジョバンニーニ                      | 全国大会：3位 |
| 1968 | 16 | 玉井俊行   | 吹奏楽のための幻想曲—移り気な五度のムード 塚原哲夫 | コラールとアレルヤ H.ハンソン                     | 都大会：3位   |
| 1969 | 17 | 田島康雄   | 吹奏楽のための音詩「南極点への序曲」 岩河三郎      | 不明                                              | 都大会：2位   |

### 1970年 - 2022年（金銀銅制度移行後）
| 年度 | 回 | 指揮者     | 課題曲                                                 | 自由曲 | 賞                                       |                                          |
| ---- | -- | ---------- | ------------------------------------------------------ | --- | ---------------------------------------- | ---------------------------------------- |
| 1970 | 18 | 不参加     | 不参加                                                 | 不参加 | 不参加                                   | 不参加                                   |
| 1971 | 19 | 溝口明秀   | 行進曲「太陽の下に」 奥村一                            | コラール V.ネリベル                                                                                              | 都大会：銅賞                             |                                          |
| 1972 | 20 | 不参加     | 不参加                                                 | 不参加 | 不参加                                   | 不参加                                   |
| 1973 | 21 | 福垣光治   | 吹奏楽のための「アラベスク」 名取吾朗                  | ジョージ・ワシントン・ブリッジ W.シューマン                                                                      | 都大会：銀賞                             |                                          |
| 1974 | 22 | 船木和生   | 吹奏楽のためのシンフォニア 小林徹                      | 組曲第２番 R.E.ジェイガー                                                                                        | 都大会：銅賞                             |                                          |
| 1975 | 23 | 小勝琢生   | 吹奏楽のための練習曲 小林徹                            | 大学祝典序曲 J.ブラームス                                                                                        | 都大会：銅賞                             |                                          |
| 1976 | 24 | 猪瀬雄二   | ポップス描写曲 メインストリートで 岩井直溥             | アンティフォナーレ V.ネリベル                                                                                    | 都大会：銀賞                             |                                          |
| 1977 | 25 | 田中嘉一   | 吹奏楽のためのバーレスク 大栗裕                        | 三つの交響的素描「海」よりⅢ.風と海との対話 C. ドビュッシー                                                       | 都大会：銀賞                             |                                          |
| 1978 | 26 | 伊藤繁樹   | ジュピラーテ R.ジェイガー                              | 管弦楽のための協奏曲第五番より B.バルトーク）                                                                    | 都大会：銀賞                             |                                          |
| 1979 | 27 | 伊東静生   | A:フェリスタス 青木進                                  | キャンディード序曲 L.バーンスタイン                                                                              | 都大会：銀賞                             |                                          |
| 1980 | 28 | 西村隆     | B:吹奏楽のための序曲「南の島から」 服部公一            | 歌劇「クヴァンドリーヌ」序曲 E.シャブリエ / 菊池光広                                                             | 全国大会：銅賞                           |                                          |
| 1981 | 29 | 吉水和規   | A:イリュージョン 鵜沢正晴                              | 狂詩曲「タラス・ブーリバ」より 3.予言とタラス・ブーリバの死 L.ヤナーチェク                                       | 都大会：銀賞                             |                                          |
| 1982 | 30 | 林紀人     | D:サンライズ・マーチ（岩河三郎）                       | 三つの交響的素描「海」より 3.風と海との会話 C.ドビュッシー / 上岡洋一                                            | 全国大会：銀賞                           |                                          |
| 1983 | 31 | 林紀人     | A:吹奏楽のためのインヴェンション第１番 内藤淳一        | 交響組曲「シェエラザード」より N.リムスキー＝コルサコフ / 林紀人                                                 | 全国大会：金賞                           |                                          |
| 1984 | 32 | 林紀人     | D:マーチ・オーパスワン 浦田健次郎                      | 狂詩曲「スペイン」 E.シャブリエ / L.カイリエ                                                                     | 全国大会：銀賞                           |                                          |
| 1985 | 33 | 林紀人     | A:Overture"FIVE RINGS" 三枝成章                        | 交響詩「禿山の一夜」 M.ムソルグスキー / W.シェーファー                                                           | 全国大会：金賞                           |                                          |
| 1986 | 34 | 林紀人     | A:吹奏楽のための「変容」 瑞木薫                        | バレエ音楽「ロメオとジュリエット」より朝の踊り、喧嘩、少女ジュリエット、タイボルトの死 S.プロコフィエフ / 林紀人 | 全国大会：金賞                           |                                          |
| 1987 | 35 | 林紀人     | A:風紋 保科洋                                          | バレエ音楽「ガイーヌ」より導入部、ヌーネの踊り、薔薇の少女たちの踊り、レギンスカ A.ハチャトゥリアン / 林紀人     | 全国大会：金賞                           |                                          |
| 1988 | 36 | 林紀人     | A:吹奏楽のための「深層の祭」 三善晃                    | バレエ音楽「白鳥の湖」より情景、スペインの踊り、終曲 P.チャイコフスキー / 林紀人                                 | 全国大会：金賞                           |                                          |
| 1989 | 37 | 林紀人     | B:WISH for wind orchestra 田嶋勉                       | ハンガリー狂詩曲第２番 F.リスト / P.デュポン                                                                     | 都大会：銅賞                             |                                          |
| 1990 | 38 | 林紀人     | A:ランドスケープ～吹奏楽のために 池辺晋一郎            | バレエ音楽「ガイーヌ」より前奏曲、友情の踊り、愛車の孤独、剣の舞、収穫祭 A.ハチャトゥリアン / 林紀人             | 全国大会：金賞                           |                                          |
| 1991 | 39 | 林紀人     | C:ロックン・マーチ（藤掛広幸）                         | バレエ音楽「ロメオとジュリエット」より S.プロコフィエフ / 林紀人                                                 | 全国大会：金賞                           |                                          |
| 1992 | 40 | 林紀人     | C:吹奏楽のための「クロス・バイ・マーチ」 三善晃        | 「カルメン」組曲よりトレアドール、間奏曲、ジプシーの踊り G.ビゼー / 林紀人                                       | 全国大会：銀賞                           |                                          |
| 1993 | 41 | 林紀人     | III:マーチ「潮煙」 上岡洋一                            | バレエ音楽「ライモンダ」より A.グラズノフ / 林紀人                                                               | 全国大会：金賞                           |                                          |
| 1994 | 42 | 林紀人     | III:饗応夫人 太宰治作「饗応婦人」のための音楽 田村文生 | バレエ音楽「白鳥の湖」より 終曲 P.チャイコフスキー / 林紀人                                                      | 全国大会：金賞                           |                                          |
| 1995 | 43 | 林紀人     | III:第一行進曲「ジャンダルム」 高島豊                  | バレエ音楽「リーズの結婚」より J.F.エロール～J.ランチベリー / 林紀人                                             | 全国大会：金賞                           |                                          |
| 1996 | 44 | 林紀人     | 全日本コンクール3年連続金賞受賞 特別演奏               | 全日本コンクール3年連続金賞受賞 特別演奏                                                                         | 全日本コンクール3年連続金賞受賞 特別演奏 | 全日本コンクール3年連続金賞受賞 特別演奏 |
| 1997 | 45 | 林紀人     | III:五月の風 真島俊夫                                  | バレエ音楽「青銅の騎士」より R.グリエール / 林紀人                                                               | 全国大会：金賞                           |                                          |
| 1998 | 46 | 林紀人     | II:稲穂の波 福島弘和                                   | バレエ音楽「ライモンダ」よりマーチ、ロマネスク、バッカナール、賛歌 A.グラズノフ / 林紀人                         | 全国大会：金賞                           |                                          |
| 1999 | 47 | 林紀人     | IV:K点を越えて 高橋伸哉                                | バレエ音楽「ダフニスとクロエ」第２組曲より夜明け、全員の踊り Ｍ.ラヴェル / 林紀人                                | 全国大会：金賞                           |                                          |
| 2000 | 48 | 濱本広洋   | 全日本コンクール3年連続金賞受賞 特別演奏               | 全日本コンクール3年連続金賞受賞 特別演奏                                                                         | 全日本コンクール3年連続金賞受賞 特別演奏 | 全日本コンクール3年連続金賞受賞 特別演奏 |
| 2001 | 49 | 小塚類     | IV:行進曲「SLが行く」 若杉海一                         | バレエ音楽「お嬢さん女中」より A.グラズノフ / 鈴木英史                                                           | 都大会：銀賞                             |                                          |
| 2002 | 50 | 小塚類     | I:吹奏楽のためのラメント 高昌帥                        | バレエ音楽「くるみ割り人形」より P.チャイコフスキー / 鈴木英史                                                   | 都大会：銀賞                             |                                          |
| 2003 | 51 | 小塚類     | IV:マーチ「ベスト・フレンド」 松浦伸吾                 | バレエ音楽「中国の不思議な役人」より B.バルトーク / 築地隆                                                       | 全国大会：金賞                           |                                          |
| 2004 | 52 | 小塚類     | I:吹奏楽のための｢風之舞｣ 福田洋介                      | 交響曲第1番ニ短調より第4楽章 S.ラフマニノフ：菊池隆                                                              | 全国大会：銀賞                           |                                          |
| 2005 | 53 | 小塚類     | II:マーチ｢春風｣ 南俊明                                 | 舞踏組曲より B.バルトーク / 仲田守                                                                               | 都大会：金賞                             |                                          |
| 2006 | 54 | 小塚類     | I:架空の伝説のための前奏曲 山内雅弘                    | エニグマ変奏曲より E.エルガー / 築地隆                                                                           | 都大会：銅賞                             |                                          |
| 2007 | 55 | 小塚類     | III:憧れの街 南俊明                                    | 青い水平線 F.チェザリーニ                                                                                        | 都大会：銀賞                             |                                          |
| 2008 | 56 | 小塚類     | II:マーチ「晴天の風」 糸谷良一                         | ハンガリー民謡「くじゃく」による変奏曲より Z.コダーイ / 森田一浩                                                 | 都大会：銅賞                             |                                          |
| 2009 | 57 | 佐川聖二   | V:躍動する魂～吹奏楽のための 江原大介                  | 交響曲4番より 第1楽章、第3楽章、第4楽章 M.アーノルド / 瀬尾宗利                                                  | 都大会：銀賞                             |                                          |
| 2010 | 58 | 佐川聖二   | II:オーディナリーマーチ 高橋宏樹                       | 交響曲第一番 天野正道                                                                                            | 都大会：銅賞                             |                                          |
| 2011 | 59 | 佐川聖二   | V:「薔薇戦争」より戦場にて 山口哲人                    | 交響曲第二番 ラフマニノフ                                                                                        | 都大会：銀賞                             |                                          |
| 2012 | 60 | 佐川聖二   | III:吹奏楽のための綺想曲「じゅげむ」 足立正            | 歌劇「グヴェンドリ―ヌ」序曲 E.シャブリエ / 三宅祐人                                                              | 都大会：金賞                             |                                          |
| 2013 | 61 | 大和田雅洋 | III:復興への序曲「夢の明日に」 岩井直溥                | 3つの交響的素描「海」より III.風と海の対話 ドビュッシー / 三宅祐人                                               | 都大会：銀賞                             |                                          |
| 2014 | 62 | 大和田雅洋 | V:君は林檎の木を植える 谷地村博人                      | バッハの名による幻想曲とフーガ リスト / 田村文生                                                                 | 都大会：銀賞                             |                                          |
| 2015 | 63 | 大和田雅洋 | V:暁闇の宴 朴守賢                                      | 楓葉の舞 長生淳                                                                                                  | 都大会：銀賞                             |                                          |
| 2016 | 64 | 大和田雅洋 | V:焔 島田尚美                                          | 歌劇「蝶々夫人」 レスピーギ                                                                                      | 都大会：銀賞                             |                                          |
| 2017 | 65 | 岡田友弘   | V:メタモルフォーゼ～吹奏楽のための 川合清裕            | 歌劇「影のない女」 R.シュトラウス                                                                                | 都大会予選：銀賞                         |                                          |
| 2018 | 66 | 穗田智範   | IV:コンサート・マーチ「虹色の未来へ」 郷間幹男         | 久堅の幹 長生淳                                                                                                  | 都大会：銅賞                             |                                          |
| 2019 | 67 | 穗田智範   | I:「あんたがたどこさ」の主題による幻想曲 林大地        | バレエ音楽「シバの女王ベルキス」より O.レスピーギ                                                                | 都大会：銅賞                             |                                          |
| 2021 | 69 | 池田肇     | I:吹奏楽のための「エール・マーチ」 宮下秀樹            | 歌劇「トスカ」より第三幕 G.プッチーニ                                                                            | 都大会：銀賞                             |                                          |
| 2022 | 70 | 池田肇     | III:ジェネシス 鈴木英史                                | 復興 保科洋 | 都大会：銀賞                             |                                          |

## 公演・出演
- サマーコンサート - 毎年7月ごろに地元オリンパスホール八王子にて開催。
- 音楽研究会ジョイントコンサート - 毎年7月ごろに、多摩地域のホールを会場として中央大学音楽研究会に所属する12部会（現在活動中は9部会）の共催で開催。当部はクラシック部門に参加。
- 定期演奏会 - 毎年12月ごろに関東近郊のホールにて開催（近年では東京芸術劇場、オリンパスホール八王子、ミューザ川崎シンフォニーホール、文京シビックホールなどで開催）。
- 大学ジョイントコンサート - 毎年3月ごろに開催されるジョイントコンサート。主にオリンパスホール八王子にて行われる関東公演への参加。
- その他、地方公演や学内・学外行事にも参加している。

## ディスコグラフィ
- レジェンダリーII「中央大学学友会文化連盟音楽研究会吹奏楽部」（ブレーン株式会社 BOCD-7116）
- ほか、実況録音盤多数（ブレーン株式会社より21世紀の吹奏楽「響宴」、全日本吹奏楽コンクール等、株式会社CAFUAレコードより自主公演盤）

## 関係者
- 林紀人（1982 - 1999年 常任指揮者、2017年-指揮者）
- 岩村力（2000 - 2008年 常任指揮者）
- 小塚類（2001 - 2008年 常任指揮者）
- 佐川聖二（2009 - 2012年 常任指揮者）
- 大和田雅洋（2013 - 2016年 音楽監督兼常任指揮者）

## 備考
- 中央大学史では1932年9月に音楽部吹奏楽団が新設されたとの記録が残っているが、当該団体と当部との連続性は認められないことから当部は創部年を1942年と公称している。